# Iglesia de San Nicolás de Tolentino (La Poza)
La Iglesia de San Nicolás de Tolentino, también conocida como la Iglesia de La Poza, es un templo católico de Chile ubicado en la localidad de La Poza, comuna de Hualaihué, Región de Los Lagos. 
Construida entre los años 1880 y 1890, fue declarada Monumento Nacional de Chile en la categoría «Monumento Histórico», mediante el Decreto N.º 172, del 8 de agosto de 2017.

## Historia
Emplazada cerca del borde costero y orientada hacia el mar, la iglesia fue construida entre los años 1880 y 1890, influenciada por la Escuela chilota de arquitectura religiosa en madera, y con utilización de maderas nativas.

## Descripción
Su construcción presenta un techo a dos aguas con una fachada campanario. Presenta tres naves, una central más amplia, separada por ejes de pilares de madera de las naves laterales. Su revestimiento exterior es de tejuela de alerce, y presenta un acceso frontal con escalinatas.